# Čamovce
Čamovce este o comună slovacă, aflată în districtul Lučenec din regiunea Banská Bystrica. Localitatea se află la altitudinea de 207 m deasupra n.m., se întinde pe o suprafață de 12,61 km2 și în 2017 număra 632 de locuitori.

## Istoric
Localitatea Čamovce este atestată documentar din 1240.

## Demografie
| An:                | 1994 | 2004   | 2014    | 2024   |
| ------------------ | ---- | ------ | ------- | ------ |
| Număr de persoane: | 520  | 518    | 610     | 569    |
| Diferență:         |      | −0,38% | +17,76% | −6,72% |

| An:                | 2023 | 2024   |
| ------------------ | ---- | ------ |
| Număr de persoane: | 568  | 569    |
| Diferență:         |      | +0,17% |